# Khudaganj
Khudaganj là một thị xã và là một nagar panchayat của quận Shahjahanpur thuộc bang Uttar Pradesh, Ấn Độ.

## Địa lý
Khudaganj có vị trí 27°11′B 79°41′Đ / 27,18°B 79,68°Đ Nó có độ cao trung bình là 144 mét (472 feet).

## Nhân khẩu
Theo điều tra dân số năm 2001 của Ấn Độ, Khudaganj có dân số 11.844 người. Phái nam chiếm 53% tổng số dân và phái nữ chiếm 47%. Khudaganj có tỷ lệ 47% biết đọc biết viết, thấp hơn tỷ lệ trung bình toàn quốc là 59,5%: tỷ lệ cho phái nam là 55%, và tỷ lệ cho phái nữ là 38%. Tại Khudaganj, 18% dân số nhỏ hơn 6 tuổi.